# 10223 Zashikiwarashi
10223 Zashikiwarashi eller 1997 UD11 är en asteroid i huvudbältet som upptäcktes den 31 oktober 1997 av den japanska astronomen Takeshi Urata vid Nihondaira-observatoriet. Den är uppkallad efter anden Zashikiwarashi.
Asteroiden har en diameter på ungefär 11 kilometer och den tillhör asteroidgruppen Themis.